# Compagnie Nanto-Bordelaise
La Compagnie Nanto-Bordelaise — anciennement La Compagnie de Bordeaux et de Nantes pour la Colonisation de l'Île du Sud de la Nouvelle Zélande et ses Dépendances — était une entreprise française inaugurée en 1839 par un groupe de commerçants des villes de Nantes et de Bordeaux., dans le but de fonder une colonie française dans l'île du Sud de la Nouvelle-Zélande.

## Histoire
La société a été créée après des négociations en août 1838 entre le capitaine du baleinier Jean-François Langlois et plusieurs chefs maoris Ngāi Tahu pour l'achat de plusieurs milliers d'acres de terres sur la péninsule de Banks, pour lesquelles Langlois s'est engagé à payer un total de 1 000 francs. De retour en France en 1839, Langlois entreprend de fonder une société avec l'aide de plusieurs bailleurs de fonds, dont le but ultime est de revendiquer la totalité de l'île du Sud pour la France. Le soutien du gouvernement est obtenu en décembre de la même année via le roi Louis-Philippe pour transporter 80 colons vers Port Louis-Philippe (aujourd'hui Akaroa). Un navire de guerre, la corvette Aube, se rendra en Nouvelle-Zélande, suivi un mois plus tard par les colons à bord du Comte de Paris . L'Aube part pour le Pacifique en février 1840, commandé par Charles François Lavaud, nommé commissaire du Roi.
Conscient de la menace potentielle de perdre la souveraineté de certaines parties de la chaîne d'îles néo-zélandaises au profit des Français, au début des années 1840, le lieutenant-gouverneur William Hobson fut chargé de sécuriser l'ensemble du pays pour le gouvernement britannique. À cette fin, le Traité de Waitangi a été signé comme un accord entre la Couronne britannique et la population indigène maorie. Au moment où Aube arriva dans la Baie des Îles en juin 1840, l’acquisition du pays par la Grande-Bretagne était effectivement terminée. N'ayant aucune perspective d'autre chose qu'une petite colonie coloniale, Lavaud partit pour la péninsule de Banks pour superviser l'arrivée du comte de Paris . Hobson envoya également un navire, le HMS Britomart, à bord duquel se trouvaient des magistrats coloniaux.

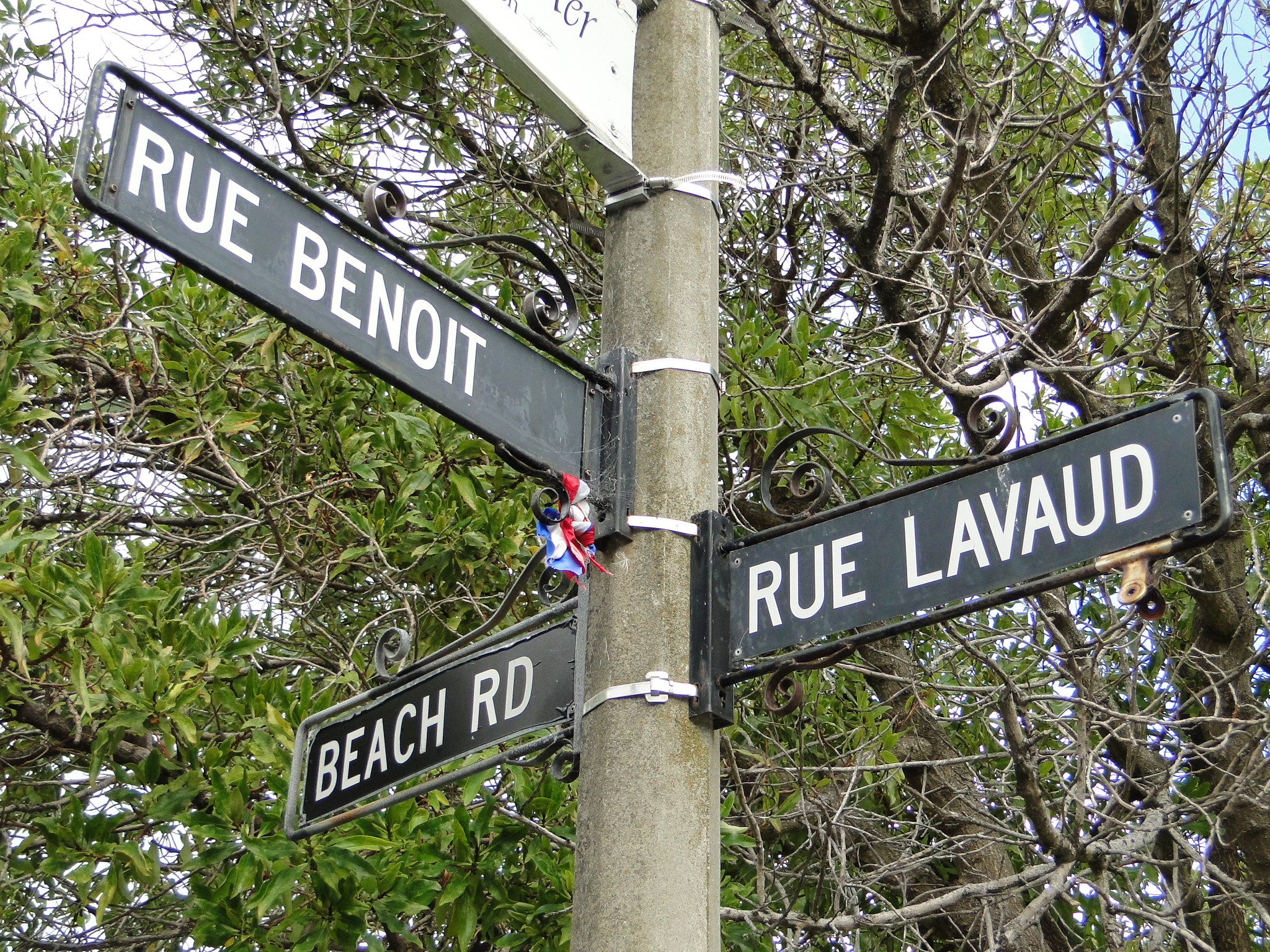
Les noms de rues d'Akaroa reflètent encore son histoire coloniale française.

En arrivant à Akaroa, Lavaud découvre que l'accord entre Langlois et les Maoris locaux n'est pas aussi clair qu'on l'avait promis. Malgré cela, la fondation de la colonie se poursuit, sous un amalgame de juridictions française et britannique. CB Robinson, l'un des magistrats envoyés sur Britomart, travailla aux côtés de Lavaud à l'organisation du règlement. Lavaud prit sa retraite en 1843 et fut remplacé comme Commissaire du Roi par le capitaine A. Bérard, qui resta à ce poste jusqu'en 1846, date à laquelle les accords formels entre le gouvernement français et la colonie de la Compagnie Nanto-Bordelaise prirent fin.
La question de la souveraineté reste une question complexe que les autorités coloniales locales ne parviennent pas à résoudre. Finalement, le gouvernement britannique a décidé que l'entreprise se verrait attribuer quatre acres de terrain pour chaque livre sterling qu'elle pourrait prouver avoir dépensée pour la colonie. Le 30 juin 1849, les propriétés néo-zélandaises restantes de la société furent achetées par la New Zealand Company pour la somme de 4 500 £. Un deuxième navire transportant davantage de colons français, le Monarch, arriva à Akaroa en 1850.
Akaroa et la petite colonie voisine de Duvauchelle conservent toutes deux une fierté pour leur histoire française, de nombreuses rues locales portant des noms français. Un festival français biennal a lieu les années impaires à Akaroa.